# Трумау
Трумау (нем. Trumau) — ярмарочная коммуна (нем. Marktgemeinde) в Австрии, в федеральной земле Нижняя Австрия. 
Входит в состав округа Баден.  Население составляет 2736 человек (на 31 декабря 2005 года). Занимает площадь 18,57 км². Официальный код  —  3 06 41.

## Политическая ситуация
Бургомистр коммуны — Отто Пендль (СДПА) по результатам выборов 2005 года.
Совет представителей коммуны (нем. Gemeinderat) состоит из 21 места.
- СДПА занимает 15 мест.
- АНП занимает 4 места.
- Зелёные занимают 2 места.